# 2018年阿富汗議會選舉
2016年阿富汗議會選舉曾定於2016年10月15日舉行，其後延至2018年7月7日，再延至同年10月20日。選舉將選出人民院全部249位議員。選舉前奏大都集中在了改革阿富汗選舉法的辯論；而現時議會選舉採用不可轉移單票制。

## 外部連結
- 阿富汗獨立選舉委員會官方網站